# Haras national de Mangalia
Le haras de Mangalia (roumain : Herghelia Mangalia) est un haras national fondé en 1926, situé près de Mangalia, en Roumanie. Il s'y élève le Pur-sang arabe, avec une mission de conservation et une ouverture touristique. 

## Histoire
Au moment de sa fondation en 1926 ou 1928, Mangalia élève des chevaux arabes amenés des haras de Jegălia, Cislău et Rădăuți. Il dispose alors de 1 587 hectares de terres au total, et a pour mission initiale de fournir la Dobroudja en chevaux arabes.
Entre 1936 et 1941, le haras importe de nouvelles lignées d'étalons arabes depuis la Pologne : El-Sbaa et Nedjari. En 1938, les juments arabes du haras de Mangalia sont en moyenne un peu plus petites, soit 1,49 m, que celles du haras de Radautz.
En 2009, le haras compte 320 chevaux arabes et huit poneys.

## Localisation et équipements
Le haras de Mangalia est situé sur la route nationale qui relie les villes de Constanța et Mangalia, en Roumanie.
Ce haras dispose d'un hippodrome et de 520 hectares de terres agricoles.

## Missions
D'après son directeur en 2015, l'ingénieur zootechnicien Antal Istvan, le haras fait partie intégrante du patrimoine de Mangalia, assurant une mission de conservation génétique du Pur-sang arabe en Roumanie. Les lignées présentes sont essentiellement hongroises et polonaises.
Sa particularité est d'être un établissement public, dans un contexte où l'immense majorité des haras de Pur-sang arabes occidentaux sont des établissements privés. 
Le haras est également devenu un lieu touristique, proposant des présentations commentées d'étalons et de poulains. La visite du haras est notamment proposée aux passagers des navires de croisière qui mouillent au large de Constanța. La municipalité de Mangalia a aménagé des routes de randonnée carrossables dans la forêt de Comorova pour les attelages du haras.
Le haras dispense aussi des cours d'équitation, principalement d'équitation de loisir, aux cavaliers intéressés.